# Reglas de Pauling
Las reglas de Pauling son cinco reglas publicadas por el químico estadounidense Linus Pauling en 1929 para predecir y racionalizar las estructuras cristalinas de los compuestos iónicos.
Estas reglas explican la estructura de los sólidos inorgánicos cuando:
- los enlaces químicos existen solo entre átomos diferentes (cationes y aniones);
- la contribución del carácter iónico a los enlaces entre cationes y aniones es preponderante;
- los poliedros de coordinación tienen una geometría ideal.

Cuanto más se desvía la estructura real de la estructura ideal descrita por las tres condiciones anteriores, menos relevantes son las reglas de Pauling y concuerdan con las observaciones experimentales.

## Primera regla: la regla de la ratio del radio
Para sólidos iónicos típicos, los cationes son más pequeños que los aniones, y cada catión está rodeado por aniones coordinados que forman un poliedro. La suma de los radios iónicos determina la distancia catión-anión, mientras que la relación de radio catión-anión {\displaystyle r_{+}/r_{-}} (o {\displaystyle r_{c}/r_{a}}) determina el número de coordinación (coordination number, CN) del catión, así como la forma del poliedro coordinado de los aniones.
Pauling calculó matemáticamente, para los números de coordinación y los poliedros correspondientes en la tabla que sigue a continuación, la relación de radio mínima para la cual el catión está en contacto con el número dado de aniones (considerando los iones como esferas rígidas). Si el catión es más pequeño, no estará en contacto con los aniones, lo que resulta en inestabilidad y que conduce a un número de coordinación más bajo.
| C.N. | Poliedro                         | Ratio de radios |
| ---- | -------------------------------- | --------------- |
| 3    | triangular                       | 0.155           |
| 4    | tetraedro                        | 0.225           |
| 6    | octaedro                         | 0.414           |
| 7    | octaedro capsulado               | 0.592           |
| 8    | antiprisma cuadrado (anticubo)   | 0.645           |
| 8    | cubo                             | 0.732           |
| 9    | tprisma triangular triaugmentado | 0.732           |
| 12   | cuboctaedro                      | 1.00            |

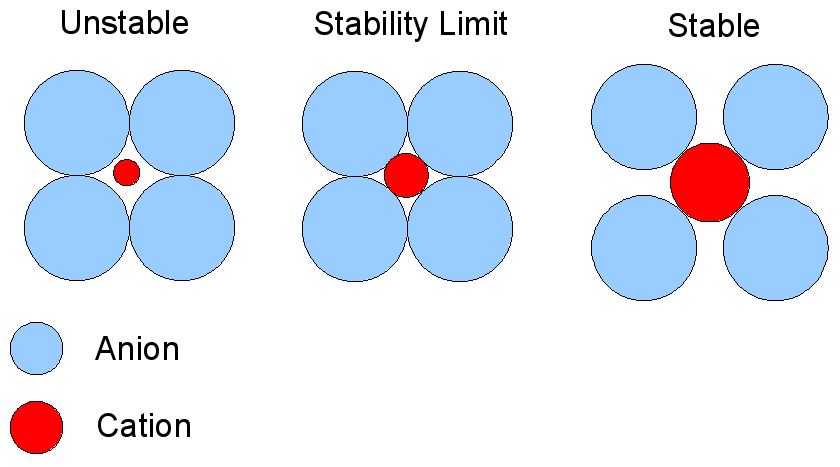
Relación de radio crítica. Este diagrama es para el número de coordinación 6: 4 aniones en el plano que se muestra, 1 arriba del plano y 1 abajo. El límite de estabilidad está en r_{C}/r_{A} = 0.414

Los tres diagramas de la derecha corresponden a la coordinación octaédrica con un número de coordinación de 6: cuatro aniones en el plano de los diagramas y dos (no se muestran) arriba y debajo de este plano. El diagrama central muestra la relación de radio mínima. El catión y cualquiera de los dos aniones forman un triángulo rectángulo, con {\displaystyle 2r_{-}={\sqrt {2}}(r_{-}+r_{+})}, o {\displaystyle {\sqrt {2}}r_{-}=r_{-}+r_{+}}. Entonces{\displaystyle r_{+}=({\sqrt {2}}-1)r_{-}=0.414r_{-}}. Pruebas geométricas similares producen las relaciones de radio mínimo para los casos altamente simétricos de los números de coordinación = 3, 4 y 8.

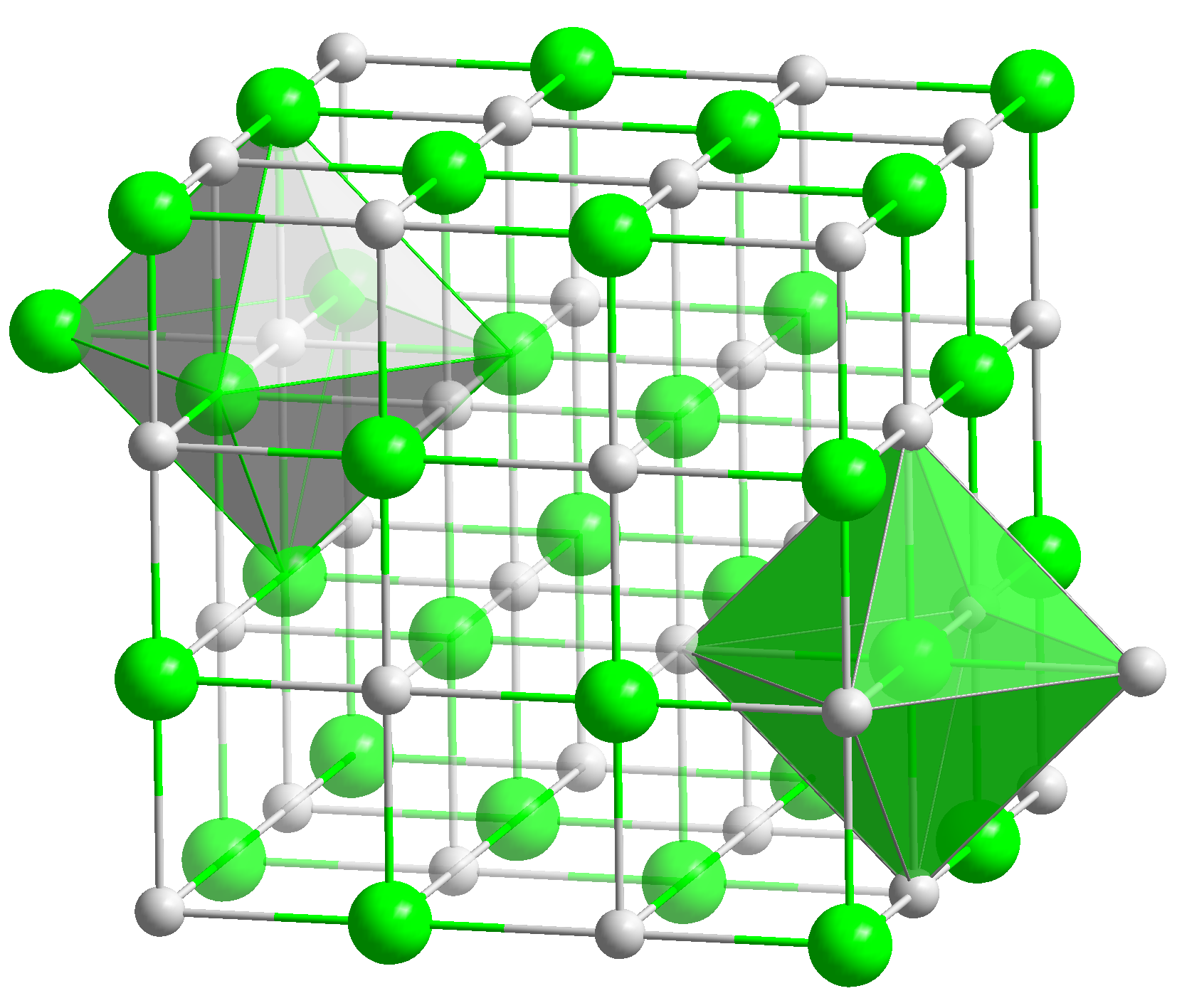
La estructura cristalina de NaCl. Cada átomo de Na tiene seis vecinos más cercanos, con geometría octaédrica.

La célula unitaria CsCl. Cada átomo de Cs tiene ocho vecinos más cercanos, con geometría cúbica.

Para un número de coordinación igual a 6 y una relación de radio mayor que la mínima, el cristal es más estable ya que el catión todavía está en contacto con los seis aniones, pero los aniones están más alejados entre sí, de modo que se reduce su repulsión mutua. Puede entonces formarse un octaedro con una relación de radio mayor o igual a 0.414, pero a medida que la relación aumenta por encima de 0.732, se vuelve más estable una geometría cúbica. Esto explica por qué el Na+ en el NaCl con una relación de radio de 0.55 tiene coordinación octaédrica, mientras que el Cs+ en el CsCl con una relación de radio de 0.93 tiene coordinación cúbica.
Si la relación de radio es menor que la mínima, dos aniones tenderán a alejarse y los cuatro restantes se reorganizarán en una geometría tetraédrica donde todos estén en contacto con el catión.
Las reglas de relación de radio son una primera aproximación que tienen cierto éxito en la predicción de los números de coordinación, pero existen muchas excepciones.

## Segunda regla: la regla de la valencia electrostática
Para un catión dado, Pauling definió la fuerza de enlace electrostático para cada anión coordinado como{\displaystyle s={\frac {z}{\nu }}}, donde z es la carga del catión y ν es el número de coordinación de los cationes. Una estructura iónica estable está dispuesta para preservar la electroneutralidad local, de modo que la suma de las fuerzas de los enlaces electrostáticos en un anión es igual a la carga eléctrica sobre ese anión.

{\displaystyle \xi =\sum _{i}s_{i}}

donde {\displaystyle \xi } es la carga del anión y la suma es sobre los cationes adyacentes. Para sólidos simples, {\displaystyle s_{i}} son iguales para todos los cationes coordinados a un anión dado, de modo que el número de coordinación de aniones es la carga de los aniones dividida por cada fuerza de enlace electrostático. Algunos ejemplos se dan en la tabla.
| Catión | Ratio radio | Número de coordinación del catión | fuerza de enlace electrostática | Número de coordinación del anion |
| ------ | ----------- | --------------------------------- | ------------------------------- | -------------------------------- |
| Li+    | 0.34        | 4                                 | 0.25                            | 8                                |
| Mg2+   | 0.47        | 6                                 | 0.33                            | 6                                |
| Sc3+   | 0.60        | 6                                 | 0.5                             | 4                                |

Pauling mostró que esta regla es útil para limitar las posibles estructuras a considerar para cristales más complejos como la ortoclasa mineral de aluminosilicato, KAlSi
3O
8, con tres cationes diferentes.

## Tercera regla: compartir vértices, aristas y caras de los poliedros
La disminución de la estabilidad se debe al hecho de que las aristas y las caras compartidas colocan los cationes más próximos entre sí, por lo que aumenta la repulsión electrostática de los cationes. El efecto es mayor para cationes con alta carga y bajo número de coordinación (especialmente cuando r+/r- se aproxima al límite inferior de la estabilidad poliédrica).
Como ejemplo, Pauling consideró las tres formas minerales del dióxido de titanio, cada una con un número de coordinación de 6 para los cationes Ti4+. La forma más estable (y la más abundante) es el rutilo, en el cual los octaedros de coordinación están dispuestos de manera que cada uno comparte solo dos aristas (y ninguna cara) con los octaedros contiguos. Las otras dos formas, menos estables, son la brookita y la anatasa, en las que cada octaedro comparte tres y cuatro aristas, respectivamente, con los octaedros contiguos.

## Cuarta regla: cristales que contienen diferentes cationes

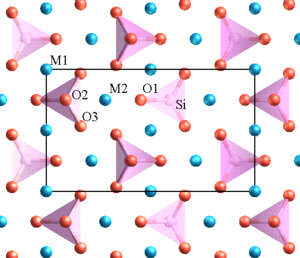
Estructura del olivino. M (Mg or Fe) = esferas azules, Si = tetraedros rosados, O = esferas rojas.

Esta regla tiende a incrementar la distancia entre los cationes altamente cargados, a fin de reducir la repulsión electrostática entre ellos.
Uno de los ejemplos de Pauling es el olivino, M
2SiO
4, donde M es una mezcla de Mg2+, en algunos sitios, y de Fe2+, en otros. La estructura contiene distintos tetraedros de SiO
4 que no comparten ningún oxígeno (en los vérticess, aristas o caras) entre sí. Los cationes Mg2+ y Fe2+ de valencia inferior están rodeados por poliedros que comparten oxígenos.

## Quinta regla: la regla de la parsimonia
Las unidades de repetición tenderán a ser idénticas porque cada átomo en la estructura es más estable en un ambiente específico. Puede haber dos o tres tipos de poliedros, como tetraedros o octaedros, pero no habrá muchos tipos diferentes.